# Moravice
Moravice é uma comuna checa localizada na região de Morávia-Silésia, distrito de Opava.